# Lebetus scorpioides
Lebetus scorpioides is een straalvinnige vis uit de familie van grondels (Gobiidae) en behoort derhalve tot de orde van baarsachtigen (Perciformes). De vis kan een lengte bereiken van 4 cm. De hoogst geregistreerde leeftijd is 2 jaar.

## Leefomgeving
Lebetus scorpioides is een zoutwatervis. De vis prefereert een gematigd klimaat en leeft hoofdzakelijk in de Atlantische Oceaan. De diepteverspreiding is 30 tot 375 m onder het wateroppervlak.

## Relatie tot de mens
Lebetus scorpioides In de hengelsport wordt er weinig op de vis gejaagd.